# 阿波丸 (日本郵船・初代)
阿波丸（あわまる）は、日本郵船の貨客船。船名は阿波国に由来する。19世紀末に作られた本船は、日本郵船においてこの名前で建造された最初の船だった。2代目が三池丸級貨客船の阿波丸（1943年竣工）である。

## 船歴
日本郵船は欧州航路の創設に伴い13隻（予備船1隻を含む）の新造船を投入することとし、その内訳は神奈川丸級貨客船と若狭丸級貨客船をそれぞれ6隻ずつと、予備船の信濃丸を新造することとした
。
阿波丸は若狭丸級貨客船の6番船で、三菱合資会社三菱造船所で建造。1898年6月20日起工。1899年7月27日進水。同年11月14日に竣工した。船番102。本船の建造は常陸丸の建造経緯と関係している。同じ三菱造船所が建造した常陸丸がリベット検査の問題で竣工が長引き、第2船として建造が予定されていた信濃丸はイギリスのD・W・ヘンダーソン社（常陸丸の設計会社）に建造を変更した。その予備船として本船が発注された。姉妹船は若狭丸、因幡丸、丹波丸、備後丸、佐渡丸。
竣工した阿波丸はさっそく欧州航路に就航したが、1914年までに横浜港とシアトルを結ぶ定期便での運航が定着した。
1906年12月27日に、イギリス・レッドカー沖のウエストスカー岩礁で座礁した。レッドカーの救命ボート隊員と地元の漁師の活動により、死亡者はなく、18日後に無事に再浮上した。
1914年12月14日に12種類・3020本のサクラの苗木を積んで横浜を出港した航海は、阿波丸の船歴においておそらく最も重要なものだった。傷つきやすい苗木は、シアトルから保温貨車によって北米大陸を横断した。ワシントンD.C.に到着した苗木は、全米桜祭りの起源の一つとなった。
1930年8月9日、阿波丸は売却されたが、売却先は不明となっている。1937年7月、解撤。